# Vyksa
Vyksa (rusky Вы́кса) je město v Nižněnovgorodské oblasti v Ruské federaci. Při sčítání lidu v roce 2010 měla přes šestapadesát tisíc obyvatel.

## Poloha a doprava
Vyksa leží v jihozápadním koutě Nižněnovgorodské oblasti přibližně patnáct kilometrů východně od toku Oky, přítoku Volhy. Od Nižního Novgorodu, správního střediska oblasti, je vzdálena přibližně 186 kilometrů jihozápadně.
Nejbližší železniční stanice na hlavní trati je v Navašinu přibližně osmadvacet kilometrů severně na železniční trati z Mosky do Jekatěrinburgu. Přímo do Wyksy odtud vede lokální železniční trať.

## Dějiny
Zdejší zpracovávání ložisek železné rudy je doloženo už v šestnáctém století. V šedesátých letech osmnáctého století zde začali těžit bratři Batašové  původně z Tuly a v roce 1767 zde založili kovárnu a dělnickou osadu, kterou pojmenovali Vyksa podle místní říčky.
Městem je Vyksa od roku 1934.

### Rodáci
- Alexandr Vasiljevič Kolobněv (* 1981), cyklista

## Sport
Ve městě sídlil fotbalový klub FK Metallurg Vyksa.